# Comuna Blahodatne, Ivanivka
Blahodatne (în ucraineană Благодатне) este o comună în raionul Ivanivka, regiunea Herson, Ucraina, formată din satele Blahodatne (reședința) și Tîmofiivka.

## Demografie
Componența lingvistică a comunei Blahodatne
     Ucraineană (93,93%)
     Rusă (5,26%)
     Alte limbi (0,27%)
Conform recensământului din 2001, majoritatea populației comunei Blahodatne era vorbitoare de ucraineană (93,93%), existând în minoritate și vorbitori de rusă (5,26%).